# Marshall Hawkins
Marshall Hawkins  (* 14. Juli 1939 in Washington, D.C.) ist ein amerikanischer Jazzmusiker (Kontrabass, auch Piano).

## Leben und Wirken
Hawkins wuchs in einem musikalischen Umfeld auf, ist aber als Bassist Autodidakt. Nach ersten Auftritten mit der Bluesmusikerin Betty Gray begleitete er ab 1965 Shirley Horn, mit der er auch aufnahm. 1968 gehörte er kurzzeitig (in der Nachfolge von Ron Carter) zum Quintett von Miles Davis und spielte mit Roberta Flack, dann (für fast drei Jahrzehnte) mit Richie Cole, mit dem zahlreiche Tonträger entstanden. Gemeinsam mit Lloyd McNeill legte er 1969 das Duo-Album Tanner Suite vor. 1971 gründete er sein eigenes Quintett. Er tourte international und trat 1974 in der Fernsehshow Catch a Rising Star auf. 2003 erschien ein weiteres eigenes Album unter dem Titel  Marshall Hawkins and Seahawk. Er ist auch auf Alben von Donny Hathaway, Salena Jones, The Manhattan Transfer, Allen Houser und Stan Getz zu hören.
Hawkins unterrichtete nach seinem Umzug an die Westküste ab 1978 an der Idyllwild School of Music and the Arts, der heutigen Idyllwild Arts Academy, wo er ab 1986 Leiter des Jazz-Programms war. 2022 erhielt er die Ehrendoktorwürde von der California Baptist University.